# Yvonne Godard
Yvonne Godard (Douai, 3 marzo 1908 – Montpellier, 22 settembre 1975) è stata una nuotatrice francese.

## Carriera
Fortemente specializzata nello stile libero, si laureò campionessa continentale sulla distanza dei 100m ai campionati europei di Parigi 1931.

## Palmarès
- Europei

Parigi 1931: oro nei 100m stile libero e bronzo nei 400m stile libero.